# Веваутерс, Анри
Анри Веваутерс (фр. Henri Weewauters; 8 ноября 1875 — 7 июня 1962) — бельгийский яхтсмен, призёр летних Олимпийских игр.
Веваутерс участвовал в двух Олимпиадах и каждый раз занимал призовое место. На Играх 1908 года в Лондоне он стал серебряным призёром на яхте класса 6 м, а на Олимпиаде 1920 года в Антверпене стал третьим в классе 8 м.